# Alfredo d’Andrade
Alfredo Cesar Reis Freire de Andrade, bekannt als Alfredo d’Andrade (* 26. August 1839 in Lissabon; † 30. November 1915 in Genua) war ein portugiesisch-italienischer Architekturhistoriker, wissenschaftlicher Zeichner und Denkmalpfleger. 1912 erhielt er die italienische Staatsbürgerschaft.

## Leben

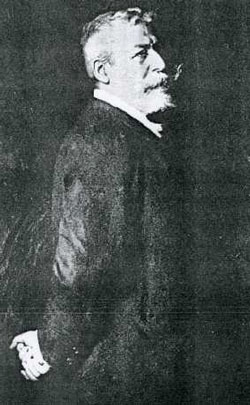
Alfredo d’Andrade

Alfredo d’Andrade stammte aus einer bürgerlichen Familie von Lissabon. Seit seiner Jugendzeit interessierte er sich für die bildende Kunst. Sein Vater, Antonio José de Andrade, sandte ihn zusammen mit seinem Bruder Julio nach Genua zu einem Geschäftspartner, damit sie das Geschäftsleben kennenlernen könnten. 1855 besuchte Alfredo d’Andrade die Weltausstellung in Paris, wo er die Werke des Schweizer Malers Alexandre Calame kennenlernte. 1856 unternahm er mit seinem Bruder eine Italienreise, die sie nach Florenz und Rom führte.
Im Jahr 1857 begann d’Andrade eine künstlerische Ausbildung bei Tammar Luxoro in Genua und an der Kunsthochschule dieser Stadt, der Accademia ligustica di belle arti. 1860 besuchte er eine Kunstausstellung in Turin und begab sich zu Alexandre Clame in Genf. Auf neuen Reisen durch Italien und die Westalpen studierte er die historischen Architekturformen. Die Zeichnungen, welche er auf seinen Reisen anfertigte, konnte er auf Kunstausstellungen präsentieren.
1865 ließ sich Alfredo d’Andrade in Italien nieder. Im Piemont, in Ligurien und im Aostatal untersuchte und zeichnete er mit Vorliebe die Monumente des Mittelalters. Als er zum Vorsteher der Denkmalbehörde des Piemont und Liguriens ernannt wurde, konnte er zahlreiche Restaurierungsarbeiten an historischen Bauwerken in diesen Landesteilen ausführen, so auch am berühmten Kloster Sacra ’d San Michel ëd la Ciusa im Susatal und am römischen Stadttor Porta Palatina in Turin. Er gilt als einer der einflussreichsten Architekten des Historismus in Nordwestitalien.
Zur Landesausstellung Esposizione generale italiana 1884 im Parco del Valentino in Turin entwarf und realisierte er mit der Unterstützung des Kunsthistorikers Giovanni Vacchetta eine idealisierende Mustersiedlung spätmittelalterlicher Architektur mit dem Namen Borgo e rocca medievali di Torino.
Um 1912 wurde er in die Kommission zur Restaurierung von Schloss Chillon am Genfersee berufen.
Die Fondazione Alfredo d’Andrade besteht seit 1996 im Museo e Centro Studi in Pavone Canavese.